# Брысина
Брысина — деревня в Хомутовском районе Курской области. Входит в состав Петровского сельсовета.

## География
Деревня находится на реке Поды (правый приток реки Сухая Амонька в бассейне Сейма), в 21 км от российско-украинской границы, в 102 км к северо-западу от Курска, в 14,5 км к юго-востоку от районного центра — посёлка городского типа Хомутовка, в 1 км от центра сельсовета — села Поды.
Улицы
В деревне улица Лазурная.
Климат
Брысина, как и весь район, расположена в поясе умеренно континентального климата с тёплым летом и относительно тёплой зимой (Dfb в классификации Кёппена).
Часовой пояс
Деревня Брысина, как и вся Курская область, находится в часовой зоне МСК (московское время). Смещение применяемого времени относительно UTC составляет +3:00.

## Население
| 2002 | 2010 |
| ---- | ---- |
| 49   | ↘35  |

## Инфраструктура
Личное подсобное хозяйство. В деревне 40 домов.

## Транспорт
Брысина находится в 18,5 км от автодороги федерального значения М3 «Украина» (Москва — Калуга — Брянск — граница с Украиной), в 16 км от автодороги А142 (Тросна — М-3 «Украина»), в 7 км от автодороги регионального значения 38К-040 (Хомутовка — Рыльск — Глушково — Тёткино — граница с Украиной), в 0,5 км от автодороги межмуниципального значения 38Н-708 (38К-40 — Поды — Петровское), в 34 км от ближайшего ж/д остановочного пункта 536 км (линия Навля — Льгов I).
В 187 км от аэропорта имени В. Г. Шухова (недалеко от Белгорода).